# Al-Namrood
Al-Namrood és un grup de black metal folklòric de l'Aràbia Saudita format per tres músics. El seu nom ve del personatge bíblic Nimrod, rei constructor de la Torre de Babel. Al seu país estan perseguits, per la qual cosa han de mantenir les seues identitats i localitzacions en secret; per la mateixa raó mai han interpretat la seua música davant un públic i si les autoritats del seu país els descobriren serien condemnats a mort per lapidació o decapitació per delicte d'apostasia. Un membre va ser arrestat. Les seues lletres critiquen negativament la religió islàmica. Han publicat un vídeo musical per a la cançó Bat Al Tha ar Nar Muheja.
Els instruments tradicionals que utilitzen són l'ud, el ney, el qanun i la darbukka.

## Membres
Membres actuals
- Mephisto: guitarra, baix i percussió (des de 2008)[4][6]
- Ostron: teclats, percussió (des de 2008)[6]
- Humbaba: veu (des de 2013)[6]

Antics membres
- Darius
- Mukadars
- Mudamer: vocalista[2]
- Learza

## Discografia
Àlbums d'estudi
- استُفحِل الثأر (Astfhl Al Thar) (2009)[6]
- أُسطورة طاغوت (Estorat Taghoot) (2010)[6]
- كتابُ الأوثان (Kitab Al Awthan) (2012)[6]
- حينَ يَظهر الغسق (Heen Yadhar Al Ghasq) (2014)[2][6]
- دياجي الجور (Diaji Al Joor) (2015)[1][6]
- إنكار (Enkar) (2017)[6]
- Ten Years of Resistance (2018)

Singles i EPs
- أتباع النمرود (Atbaa Al-Namrood) (2008)[6]
- جيش النمرود (Jaish Al-Namrood) (2013)[6]
- أنا الطُغيان (Ana Al Tughian) (2015)[5][6]

Vídeos musicals
- بات الثأر ناراً موهجة (Bat Al Tha ar Nar Muheja) (2014, dir. Kalen Artinian)
- حياة الخزي (Hayat Al Khezea) (2015, dir. A Legacy Studio Production)
- نابث (Nabth) (2017, dir. SilverFrame Productions)